# 楊思訓
杨思训（?—?），弘农郡华阴县（今陕西省华阴县）人，唐朝官员，杨恭仁的儿子。
杨思训袭父爵观国公。唐高宗显庆年间，官至右屯卫将军。跟随唐高宗至并州。当时右卫大将军慕容宝节有爱妾，安置于别宅，曾经邀杨思训一起宴乐。杨思训责备慕容宝节与其妻隔绝，爱妾怒，暗自把毒药放在酒中，杨思训饮尽便死。《新唐书》说慕容宝节夜邀杨思训谋乱，杨思训不敢对。慕容宝节害怕，毒以药酒将他毒死。慕容宝节流配岭表，杨思训之妻诣阙上诉称冤，慕容宝节至龙门，高宗遣使追斩。于是下诏改《贼盗律》，以毒药杀人改从重法。杨思训之孙杨睿交。